# Xã Bale, Quận Ransom, Bắc Dakota
Xã Bale (tiếng Anh: Bale Township) là một xã thuộc quận Ransom, tiểu bang Bắc Dakota, Hoa Kỳ. Năm 2010, dân số của xã này là 83 người.